# Lycée Saint-Nicolas (Paris)
Pour les articles homonymes, voir Lycée Saint-Nicolas.
Le lycée Saint-Nicolas est un établissement privé catholique sous contrat d'association avec l'État fondé en 1827 par Martin de Bervanger. Il est situé aux nos 92 et 108, rue de Vaugirard dans le 6e arrondissement de Paris.

## Historique
En 1827, l’abbé Martin de Bervanger créée un internat primaire et professionnel. Fondation de l’œuvre Saint Nicolas. Après des débuts dans des mansardes, l’abbé installe les locaux dans le gros bourg de Vaugirard, à deux kilomètres de Paris, dans la banlieue maraîchère.
En 1828, l'établissement compte 70 élèves. Le vicomte de Noailles prend la direction de l’établissement dont l’abbé Martin de Bervanger devient l’aumônier.
En 1837, l'établissement s'installe au 92 rue de Vaugirard.
En 1859, L’œuvre Saint Nicolas est remise entre les mains du Diocèse de Paris, la direction des établissements est confiée aux Frères de Jean Baptiste de la Salle. L’œuvre est reconnue d’utilité publique.

## Organisation
Le lycée est réparti sur deux sites : le site du lycée professionnel se situant au 92 rue de Vaugirard et le second site du lycée général et technologique situé au 108 rue de Vaugirard.
Le collège Saint-Louis se situe également au 92 rue de Vaugirard.

## Classement
En 2021, Le Figaro Étudiant classe le lycée 42e de l'académie de Paris et 231e de France en fonction du taux de réussite au bac 2020, de la structure des mentions au bac et de la capacité à faire progresser les élèves.